# Aongstroemia wahlenbergii
Aongstroemia wahlenbergii là một loài rêu trong họ Dicranaceae. Loài này được Brid. Müll. Hal. mô tả khoa học đầu tiên năm 1851.